# Kurtis Blow
I hiphoppens spæde start i midten af 70'erne var Kurtis Blow kendt som breakdancer og som block-party-dj under navnet Kool DJ Kurt. I 1977 begyndte han at rappe og ændrede sit kunstnernavn til Kurtis Blow.
På dette tidspunkt havde Kurtis Blow den senere Def Jam-stifter Russell Simmons som manager, der var med til at hooke den unge rapper op med bl.a. Grandmaster Flash og brormand Joseph Simmons – på dette tidspunkt kendt som The Son of Kurtis Blow – og ham som senere skulle blive kendt som Run fra Run D.M.C.
Efter at have regeret på Harlems og Bronx' club-scener skrev Kurtis Blow i 1979, som den første rapper nogensinde, kontrakt med et major-pladeselskab. Kort efter fulgte julesinglen 'Christmas Rappin' på Mercury, der blev en pæn succes og solgte 400.000 kopier. Ikke mindst takket være Sugarhill Gang's 'Rapper's Delight', der for alvor havde skudt hiphop-revolutionen i gang. 
Året efter udsendte Kurtis Blow et endnu større hit. Nummeret 'The Breaks' strøg ind på hitlisterne og blev den første rapsingle, der opnåede guldplade-status. 'The Breaks' står stadig i dag som en af hiphoppens milepæle, og kun få kan ikke nikke genkendende til følgende linjer:
Clap your hands everybody/ If you got what it takes/ 'Cause I'm Kurtis Blow and I want you to know/ That these are the breaks...
Kort efter fulgte albummet 'Kurtis Blow'. Med det blev Kurtis Blow, den første rigtige solorapper, rollemodel for en lang række af senere koryfæer. Grupper som Run D.M.C. og Fat Boys er især svære at forestille sig uden Kurtis Blows pionerarbejde.
Op igennem 80'erne udsendte Kurtis Blow stort set et album årligt, men tidens tand har ikke været speciel gavmild mod rapperen. Hans flow og tekster er ikke specielt prangende, men det lidt forældede udtryk har måske netop været det, der har gjort ham til lidt af et ikon for ol'school-rappen.
På den front skader det heller ikke, at han medvirkede i kult-filmen 'Krush Groove' fra 1984 med nummeret 'If I Ruled The World'. Et nummer som Nas lavede en coverversion af i 1996.
Kurtis Blow har ikke udsendt et rigtigt album siden floppet 'Back By Popular Demand' (en noget misvisende titel, da de nye rappere på dette tidspunkt for længst havde overhalet Kurtis Blow) fra 1988. Han har siden da primært arbejdet som ol'school-radiovært og p.t. kører han et ugentligt radioshow, hvor han forsøger at udbrede det kristne budskab.
For nylig udsendte Kurtis Blow, som en del af The Trinity, den kristne single 'Crunk With It'/'Grace Of God'. Et album med 'The Trinity' skulle være på trapperne.